# Anafielas
Anafielas – epos Józefa Ignacego Kraszewskiego.

## Charakterystyka ogólna

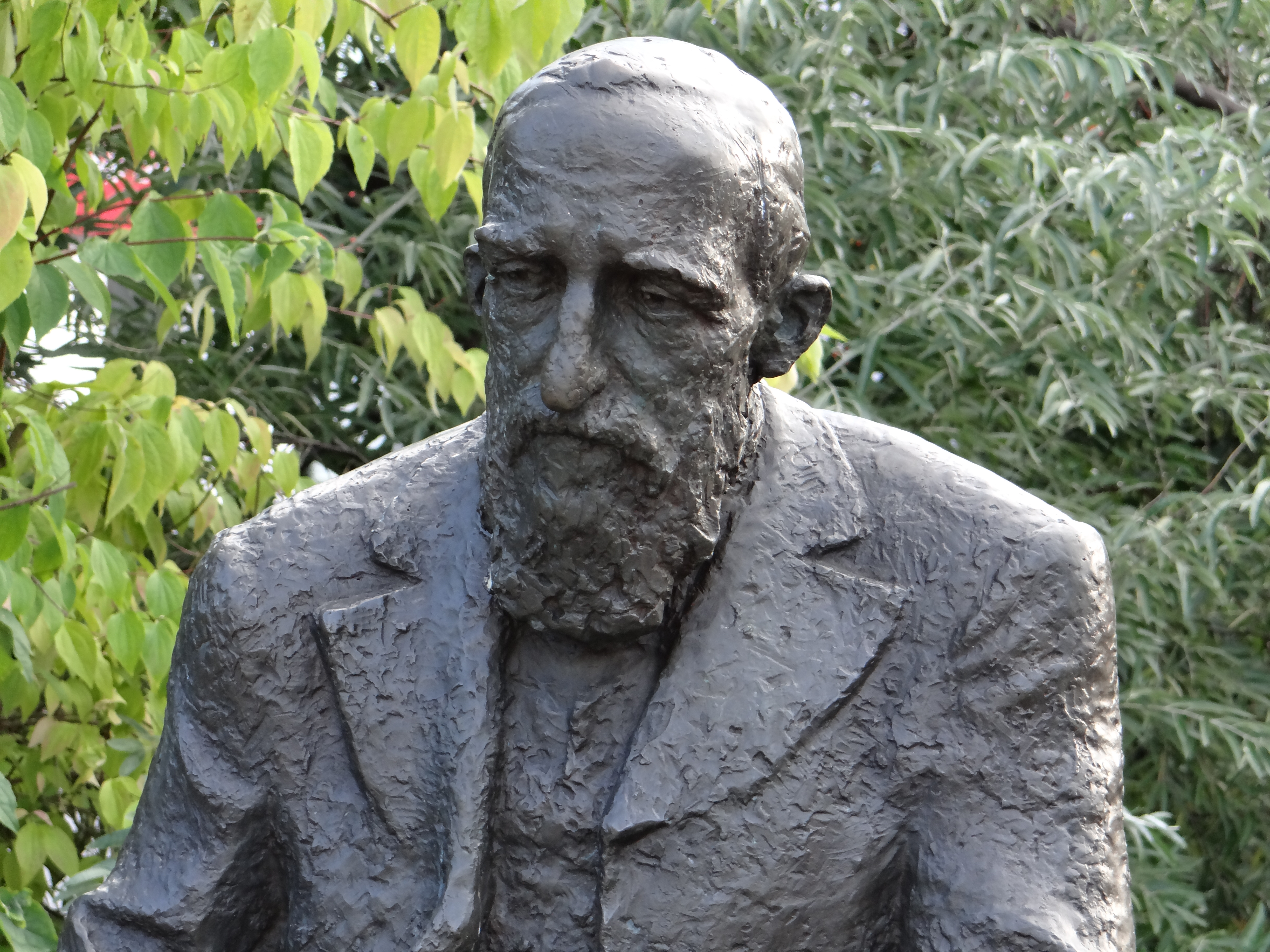
Józef Ignacy Kraszewski

Utwór Anafielas, opatrzony podtytułem Pieśń z podań Litwy, składa się z trzech części, które kolejno noszą tytuły Witolorauda, Mindows i Witoldowe boje. Był on wydawany w latach 1843–1846. Poemat był ceniony w epoce romantyzmu, ale później szybko popadł w niemal zupełne zapomnienie. Podobnie jak inne wierszowane utwory Kraszewskiego nie jest dziś ani powszechnie znany, ani wysoko ceniony. Zresztą poetycki dorobek Kraszewskiego przedstawia się skromnie wobec jego monumentalnej twórczości prozatorskiej. W dziewiętnastym wieku cieszył się jednak wzięciem zarówno wśród publiczności polskiej, jak i litewskiej. Kraszewski uważany jest na Litwie za autora, który uchronił od zapomnienia przekazywaną ustnie tradycję z czasów pogańskich.

## Forma

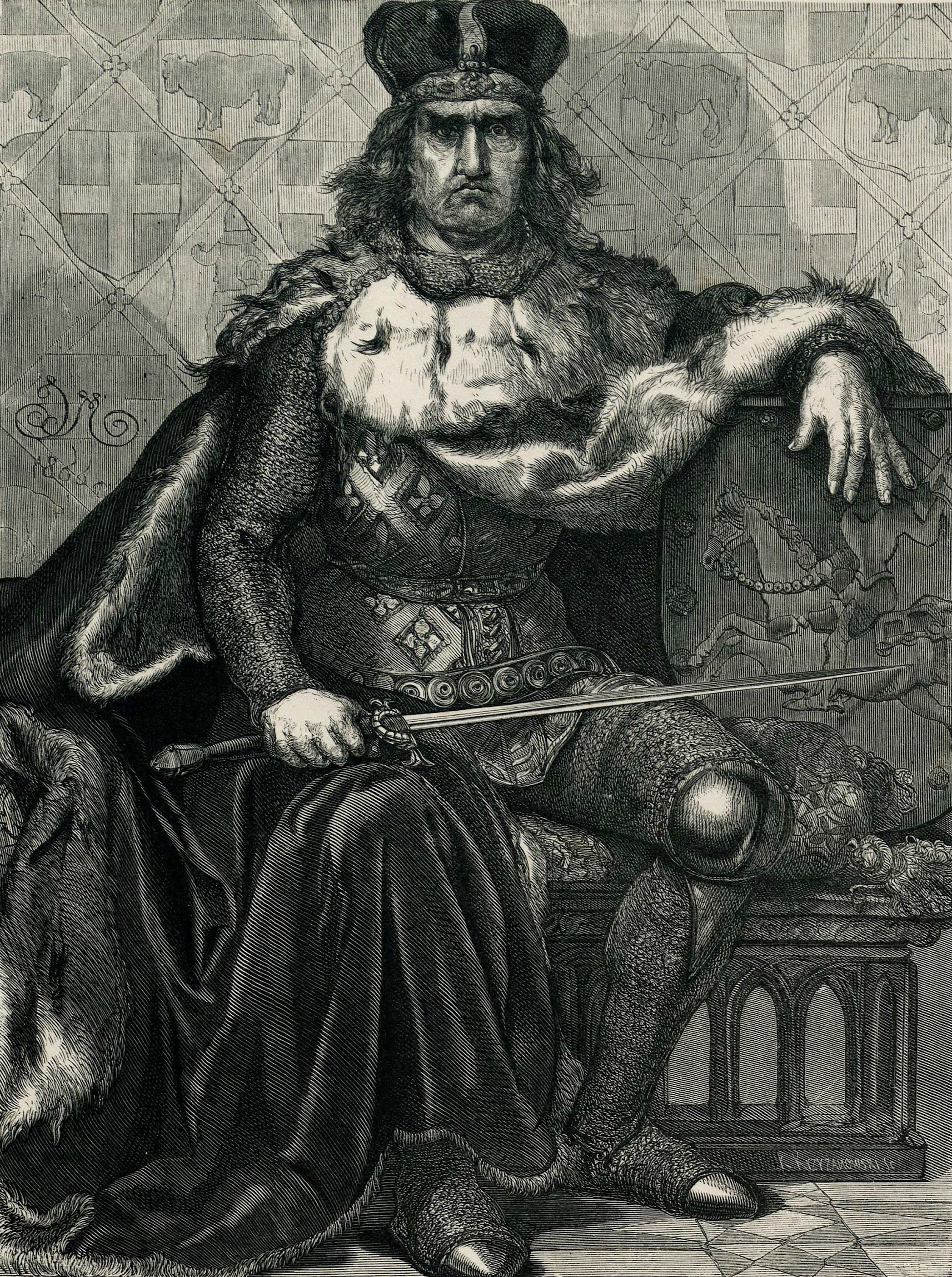
Wielki książę Witold

Utwór został napisany głównie jedenastozgłoskowcem, zasadniczo białym, ale okazjonalnie rymowanym. Tylko ostatnia część jest bardziej urozmaicona pod względem wersyfikacyjnym, jako że pojawiają się w nim ośmiozgłoskowiec i trzynastozgłoskowiec. Epizodycznie w Witoldowych bojach występują jeszcze inne rodzaje wiersza, między innymi sześciozgłoskowiec i siedmiozgłoskowiec. Jedenastozgłoskowiec był często wykorzystywany przez poetów romantycznych, zwłaszcza w powieściach poetyckich.
Zatrząsł się Perkun, zagrzmiały niebiosa,
I góry wschodnie zadrżały w posadach,
Czarne się chmury na wiatrach podniosły,
I warcząc, burze i zniszczenie niosły.
Wszyscy Bogowie pobledli, a ludzie
Zbudzeni ze snu, padli na modlitwę.
Porwał się ojciec, i co w ręku trzymał,
Z gniewem wyrzucił na przelękłą ziemię.
Leciał słup ognia i utonął w morzu,
Aż morze prysło, ziemia się strzaskała.
Wstęp do poematu został ujęty w sekstyny, czyli strofy sześciowersowe rymowane ababcc.
Prostemi słowy do prostych serc ludu
Idę z piosenką, kołatam do duszy,
I słucham, pragnąc największego cudu,
Czy piosnka serca zdrętwiałe poruszy?
Czy Bogów dawnych i ojców wspomnienie
Łzę choć wyżebrze, wymodli westchnienie?
Strofa ta była bardzo popularna w okresie romantyzmu. Posługiwali się nią między innymi Adam Mickiewicz (Morlach w Wenecji) i Juliusz Słowacki (Podróż do Ziemi Świętej z Neapolu). W epice historycznej stosował ją Julian Ursyn Niemcewicz (Bolesław Śmiały).

## Treść
Anafielas oparty został na historii i ludowej tradycji litewskiej. Bohaterem jest wielki książę Witold Kiejstutowicz, stryjeczny brat króla Władysława II Jagiełły. Kraszewski podkreśla siłę tradycji przekazywanej z pokolenia na pokolenie.
Rośnie olbrzym w żelazie, karmiony od młodu
Mlékiem żmudzkiéj dziewicy, żmudzką pieśnią boju,
I po żyłach już płynie krew starego rodu
Dziadów, którzy nie znali spoczynku, pokoju,
Co dziecinną już ręką gdy wzięli miecz biały,
Szli z nim w boju niezbytym przez długi wiek cały.
(Witoldowe boje)
W poemacie pojawia się też książę Jagiełło, późniejszy król Polski, który doprowadził do unii Korony i Litwy.
I mówi Olgierd Jagielle starszemu:
— Pomnij, Kiejstuta dzieci, bracia twoi.
Jak ja Kiejstuta, ty ich kochaj, synu!
Razem, wy silni. Pomnijcie, jak Litwie
Niezgoda krwawe rozdarła wnętrzności.
Pomnij, za dziadów ilekroć się bracia
Zadarli z sobą, wróg zawsze korzystał:
Jednego ciągnął i bił nim, jak mieczem,
Jednego puszczał na drugich ogarem,
A kiedy wszystkich wycieńczył, na wszystkich
Szedł i zwyciężał! Na waszych ramionach
I losy kraju, i wasz los jest przyszły. —

## Przekłady
Poemat Kraszewskiego był popularny nie tylko wśród Polaków, ale także wśród Litwinów. Fragmenty Witoloraudy przetłumaczyła na litewski Karolina Praniauskaitė (1858), a jej całość – Andrius Vištelis (1881–1882), potem zaś przyswajali ją jeszcze Faustas Kirša i Povilas Gaučys. Dzięki temu Kraszewski jest na Litwie jednym z najwyżej cenionych polskich autorów.